# Église luthérienne Saint-Marc de Massy
L'église Saint-Marc est une église luthérienne située à Massy dans l'Essonne, en France.

## Description
L'église s'élève sur la commune de Massy, non loin de l'opéra. L'édifice possède un plan en L, les murs en béton armé peints en blanc étant percés de baies et scandés de pilastres placés à intervalles irréguliers ; le toit à pans brisés est recouvert de cuivre. Une tour-clocher est détachée de l'édifice,. À l'intérieur, la salle de culte est un simple vaisseau.

## Historique
La création d'une église luthérienne est envisagée dès 1960, dans le contexte de la construction du grand ensemble de Massy. Le projet nécessite de prendre en compte une communauté très variable : un édifice modeste, néanmoins capable d'accueillir des assemblées importantes. La construction, menée par les architectes Philippe Verrey et Pierre Venancie, s'étale de 1962 à 1964 : salles de culte et de réunion, presbytère, annexes. L'édifice est inauguré en 1964.
L'édifice bénéficie du label « Patrimoine du XXe siècle » depuis 2011 (remplacé par le label « Architecture contemporaine remarquable » en 2016 et est inscrit le 18 novembre 2020 au label « Patrimoine d'intérêt régional ».